# アウラバ
アウラバ（Awoulaba）は、コートジボワールのバウレ語で「美の女王」を意味し、大きな臀部と広い腰部を特徴とする曲線美の体を持つ女性を指す。

## 解説
臀部は、体の他の部分に比べて豊満で、「ギターの形」に似ている 。 コートジボワールのジョアナ・チョウマリは、「印象的な大きさの美しい女性：美しい顔立ち、大きな胸部、くびれた腰部、そして何より大きな臀部」と述べた   。
2011年以降、アウラバを模した地元製のマネキンが、コートジボワールのアビジャンにある多くの衣料品店でよく見られる光景で、スリムな女性を描いた外国から輸入されたマネキン（「細いウエスト」を意味するフランス語で「Taille Fine 」）と区別される。

## Beauty industry

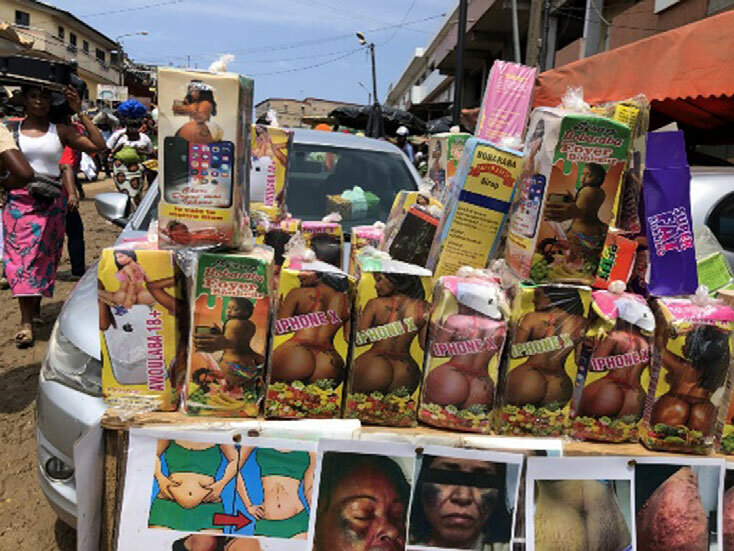
コートジボワールのアビジャンで、お尻を大きくする商品「アワウラバ」（"Awoulaba"）を売るマーケットスタンド。